# Герб Черкасской области
Герб Черкасской области (укр. Герб Черкаської області) — официальный символ Черкасской области Украины. Утверждён 29 января 1998 года решением областного совета № 15-3.

## Описание
Малый герб: в лазоревом поле круглый золотой солнечный диск. Вокруг солнечного диска размещены три стебля пшеницы в динамическом движении по направлению движения солнца. Три колоска, которые завершают стебли, продолжая их движение, образовывают триединую венцеподобную форму вокруг солнечного диска. Цвет колосков жёлтый, контурный рисунок чёрного цвета.
 Большой герб  состоит из малого герба и картуша, который его обрамляет. Картуш — это композиция щитовидной заострённой формы. Средние боковые части картуша загнуты к центру. В нижней части картуша изображены скрещённые сабля и булава. Края средних частей картуша около маленького герба завершают лавровые венки. Над ними из завитков поднимаются вверх гибкие стебли с гроздьями калины и листья.
Посредине верхней части картуша размещено графическое изображение Тараса Шевченко. Изображение белого цвета на пурпурном фоне. Вокруг щита с портретом размещены ветви дуба с листьями и желудями. Вместе они образуют силуэт традиционной для картушей «короны». Весь картуш, за исключением изображения Т. Г. Шевченко монохромный, цвета металла: меди, бронзы, серебра.

## Значение символов
- Булава и сабля символизируют славное казацкое прошлое Черкасской области, деятельность Богдана Хмельницкого;
- Лавр — символ славы;
- Волюта — история зарождение и развитие;
- Калина — распространённый растительный символ, выразитель украинской ментальности;
- Образ  Т. Г. Шевченко — проявление таланта в Черкасской области; пророк и символ Украины, гордость и слава края;
- Дуб — символ силы и несокрушимости, а жёлуди — надежды на рост и прогресс.

## См.. также
- Флаг Черкасской области